# Jane Saville
Jane Saville (Sídney, 5 de noviembre de 1974) es una atleta australiana especializada en marcha atlética.
En el Campeonato Mundial Junior de Atletismo de 1992, celebrado en Seúl, consiguió la medalla de plata sobre la distancia de 5.000 metros.
En el año 2004 acudió a los Juegos Olímpicos de Atenas de 2004 consiguiendo la medalla de bronce en los 20 km.
Además de esta participación olímpica, también tomo parte en los Juegos Olímpicos de Atlanta 1996, donde quedó en el puesto 26 sobre 10 km, en los de Sídney 2000, en los que fue descalificada y en los de Pekín 2008 donde entró en decimonovena posición.
Sus mejores marcas personales son, sobre la distancia de 10 km marcha y tiene un tiempo registrado de 42:15 (en 1999) y sobre la distancia de 20 km marcha de 1h:27:44 (de 2004).
Formó parte del Comité de Marcha de la Asociación Internacional de Federaciones de Atletismo (IAAF) en el período comprendido entre 2007 y 2011. En 2011 continuó en el comité hasta 2015.
Es hermana de la también marchadora Natalie Saville, olímpica en Atenas 2004, y está casada con el ciclista Matt White.